# Elisabeth Schiemann
Elisabeth Schiemann (* 15. August 1881 in Fellin, Gouvernement Livland, Russisches Kaiserreich; † 3. Januar 1972 in West-Berlin, Deutschland) war eine deutsche Genetikerin, Kulturpflanzenforscherin und Widerstandskämpferin während der Zeit des Nationalsozialismus. Ihr offizielles Autorenkürzel in der botanischen Fachliteratur lautet „E.Schiem.“.

## Herkunft und Ausbildung
Elisabeth Schiemann, Tochter des Historikers Theodor Schiemann (* 1847; † 1921), lebte seit 1887 in Berlin. In der Familie herrschte ein tolerantes Klima gegenüber deutschen Juden. Elisabeth gehörte zu der ersten Generation der Frauen in Deutschland, die studieren konnten und denen – wenn auch zunächst noch in engen Grenzen – eine eigenständige berufliche Tätigkeit als Akademikerin offenstand.
Sie besuchte ein Seminar für Lehrerinnen und hielt sich zu Sprachstudien einige Jahre lang in Paris auf. Anschließend war sie einige Jahre als Lehrerin an einer Mädchenschule tätig. Seit 1908 studierte sie an der Universität Berlin und promovierte dort 1912 mit einer Arbeit über Mutationen bei Aspergillus; ihr Doktorvater war Erwin Baur.

## Die Botanikerin

### Akademische Laufbahn
Von 1914 bis 1931 war sie Assistentin bzw. Oberassistentin an dem von Erwin Baur geleiteten Institut für Vererbungsforschung an der Landwirtschaftlichen Hochschule Berlin. 1924 habilitierte sie sich mit einer Arbeit über die Genetik des Winter- und Sommertypus bei Gerste. Als Privatdozentin hielt sie an der Landwirtschaftlichen Hochschule Vorlesungen über Samenkunde und Fortpflanzungsbiologie. Ihr eigentliches Forschungsgebiet wurde jedoch die Geschichte der Kulturpflanzen.
Von 1931 bis 1943 war Elisabeth Schiemann als Gastwissenschaftlerin am Botanischen Institut in Berlin-Dahlem tätig. 1932 erschien ihr Buch Entstehung der Kulturpflanzen. Es brachte ihr internationale Anerkennung und wurde zu einem Standardwerk der Kulturpflanzenforschung. 1943 veröffentlichte sie unter dem gleichen Titel eine weitere grundlegende Abhandlung über ihr neues Forschungsgebiet in dem Fachjournal Ergebnisse der Biologie. 1931 habilitierte sie sich an der Philosophischen Fakultät der Berliner Universität. Da sie sich offen gegen die sogenannte Rassepolitik des Nationalsozialismus und dessen pseudowissenschaftlichen Vulgär-Darwinismus, gegen die Judenverfolgung und Abschaffung des Mehrparteiensystems aussprach, geriet sie in Konflikt mit dem Regime. Nach einer Denunziation sowie einer Auseinandersetzung über die Umwandlung ihrer außerordentlichen in eine außerplanmäßige Professur wurde ihr 1940 die Venia legendi entzogen.
1943 übernahm Elisabeth Schiemann die Leitung einer selbständigen Abteilung für die Geschichte der Kulturpflanzen am neu gegründeten „Kaiser-Wilhelm-Institut für Kulturpflanzenforschung“ in Wien-Tuttenhof, ihre Abteilung blieb aber in Berlin. 1946 erhielt sie eine Professur (Professur mit vollem Lehrauftrag hieß das damals) an der wiedereröffneten Berliner Universität. Auf Grund des Kalten Krieges musste sie 1949 die Professur aufgeben. Ihre Forschungsarbeit konnte sie in zunächst behelfsmäßigen Unterkünften fortsetzen. 1948 wurde die Abteilung für Geschichte der Kulturpflanzen zusammen mit den übrigen in Berlin-Dahlem verbliebenen Kaiser-Wilhelm-Instituten in die neu gegründete Stiftung Deutsche Forschungshochschule überführt. Von 1952 bis 1956 hat Elisabeth Schiemann diese Abteilung als Forschungsstelle der Max-Planck-Gesellschaft geleitet. Nach ihrer Pensionierung im Jahre 1956 wurde die Abteilung aufgelöst.

### Forschungsinhalte
Bei ihren Forschungsarbeiten zur Geschichte der Kulturpflanzen hat Elisabeth Schiemann systematisch-pflanzengeographische und experimentelle Methoden miteinander verbunden. Viele ihrer Arbeitshypothesen haben der Kulturpflanzenforschung Impulse gegeben. Ihre Publikationsliste umfasst über 80 Titel, darunter auch archäobotanische Arbeiten zu steinzeitlichen und antiken Fundstätten, wie z. B. Pfahlbauten, Pharaonengräbern und Troja. Grundlegend wurde ihr 1948 erschienenes Werk Weizen, Roggen, Gerste. Systematik, Geschichte und Verwendung. In zahlreichen Beiträgen hat Elisabeth Schiemann auch die wissenschaftlichen Leistungen von Pflanzenzüchtern gewürdigt.

### Ehrungen
Elisabeth Schiemann ist für ihr wissenschaftliches Lebenswerk mehrfach ausgezeichnet worden. 1953 wurde sie Wissenschaftliches Mitglied der Max-Planck-Gesellschaft (als erste Wissenschaftlerin seit 1945). 1954 erhielt sie das Verdienstkreuz (Steckkreuz) des Verdienstordens der Bundesrepublik Deutschland. Im gleichen Jahr wurde sie Ehrenmitglied der Botanischen Gesellschaft Frankreichs, 1956 Mitglied der Deutschen Akademie der Naturforscher Leopoldina zu Halle/Saale, 1959 wurde sie mit der Darwin-Plakette der Leopoldina ausgezeichnet (als einzige Frau unter 18 Wissenschaftlern). 1962 verlieh ihr die Landwirtschaftliche Fakultät der Technischen Universität Berlin die Ehrendoktorwürde (womit die Hochschule erstmals eine Frau ehrte). In Berlin-Falkenberg, Bezirk Lichtenberg, wurde 2003 die Elisabeth-Schiemann-Straße nach ihr benannt. An der Freien Universität Berlin wird seit 2010 ein Schiemann-Wettbewerb veranstaltet. Im Mai 2024 wurde ein Weg im Botanischen Garten Mainz nach ihr benannt.

## Die Widerständlerin

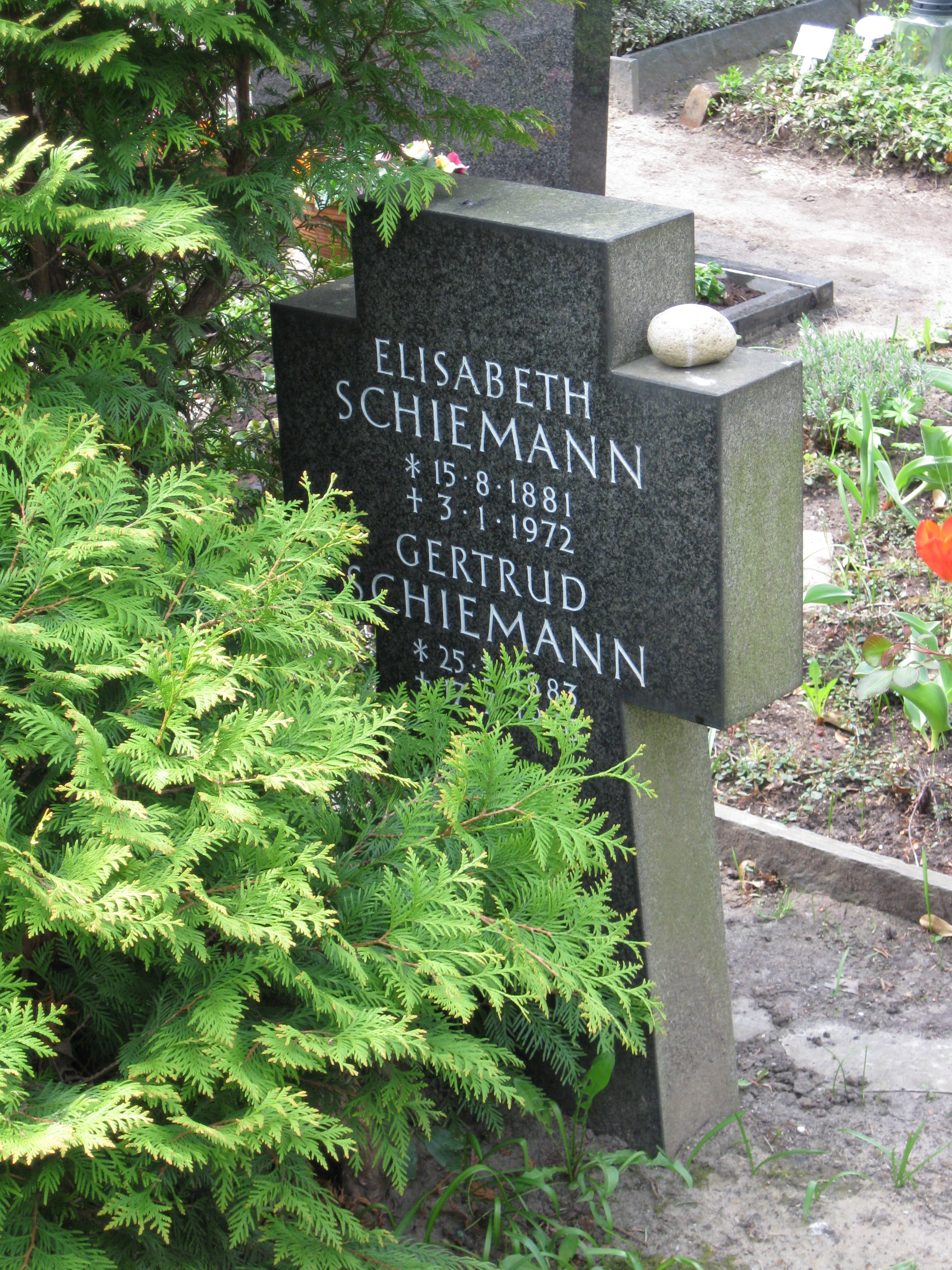
Grabstein von Elisabeth Schiemann auf dem St.-Annen-Kirchhof in Berlin-Dahlem

Tatkräftig und entschieden setzte sich Elisabeth Schiemann für Verfolgte des NS-Regimes ein. Sie gehörte zu einem Netz befreundeter Frauen, zu denen unter anderem Elisabeth Schmitz zählt. Sie und ihre Schwester Gertrud nahmen am Leben der Bekennenden Kirche in Berlin-Dahlem teil. Schiemann scheute nicht davor zurück, engagierte Briefe an Pfarrer und Minister zu schreiben, jüdische Kollegen auf wissenschaftlichen Symposien zu verteidigen und Verfolgten im Untergrund zu helfen.
Mit der Physikerin Lise Meitner war sie bis zu deren Flucht im Juli 1938 eng befreundet, wovon ein umfangreicher, über Jahrzehnte geführter, weitgehend erhalten gebliebener und 2010 erstmals veröffentlichter Briefwechsel Zeugnis ablegt. Nach dem Ende des Zweiten Weltkrieges kam es zu Auseinandersetzungen zwischen beiden, über die Ursachen des NS-Regimes, den fehlenden breiten Widerstand der deutschen Bevölkerung gegen dieses Regime, über die Zukunft eines neuen Deutschlands und die notwendige Aufarbeitung der NS-Vergangenheit.
Die Gedenkstätte Yad Vashem ehrte sie am 16. Dezember 2014 mit dem Titel „Gerechte unter den Völkern“.

## Tod
Das Grab von Elisabeth Schiemann befindet sich auf dem St-Annen-Kirchhof in Berlin-Dahlem. Es ist seit 2018 als Ehrengrab der Stadt Berlin gewidmet.

## Hauptwerke
- Geschlechts- und Artkreuzungsfragen bei Fragraria. Verlag Gustav Fischer, Jena 1931 (= Botanische Abhandlungen; 18).
- Entstehung der Kulturpflanzen. Verlag Borntraeger, Berlin 1932 (= Handbuch der Vererbungswissenschaften Bd. 3).
- Entstehung der Kulturpflanzen. In: Ergebnisse der Biologie Bd. 19, 1943, S. 409–552.
- Weizen, Roggen, Gerste. Geschichte, Entstehung und Verwendung. Verlag G. Fischer, Jena 1948.
- Die Geschichte der Kulturpflanzen im Wandel der Methoden. In: Botanik Tidsskrift Bd. 51, 1954, S. 308–329.
- Biologie, Archäologie und Kulturpflanzen. In: Jahrbuch der Max-Planck-Gesellschaft 1955, S. 177–198.